# Michael Trevino
Michael Anthony Trevino (Montebello, 25 gennaio 1985) è un attore statunitense.

## Biografia
Michael Trevino è cresciuto a Montebello in California e successivamente a Valencia. Sua madre è di Zacatecas in Messico e suo padre è nato a Fresno in California da una famiglia di immigrati messicani.
Ha cominciato a recitare all'età di vent'anni nella serie televisiva Summerland. Dal 2009 al 2015, Trevino è stato impegnato nel ruolo del licantropo Tyler Lockwood nella serie The Vampire Diaries. Si era inizialmente presentato ai provini per interpretare prima Damon e poi Stefan.

## Filmografia

### Cinema
- The Factory - Lotta contro il tempo (The Factory), regia di Morgan O'Neill (2012)
- Sunset Park, regia di Jason Sarrey (2016)
- Out of Control, regia di Richard Lin, Axel Sand (2016)
- The Caption, regia di Nico G. Miller e Jonny Zwick (2018) - cortometraggio
- Fog of War, regia di Steven A. Lundgren (2022) - cortometraggio

### Televisione
- Summerland - serie TV, episodio 2x02 (2005)
- Streghe (Charmed) - serie TV, episodio 8x02 (2005)
- Una donna alla Casa Bianca (Commander in Chief) - serie TV, episodio 1x08 (2005)
- Grosso guaio a River City (Cow Belles), regia di Francine McDougall - film TV (2006)
- Senza traccia (Without a Trace) - serie TV, episodio 4x23 (2006)
- Prison Break - serie TV, episodio 2x02 (2006)
- Cold Case - Delitti irrisolti (Cold Case) - serie TV, episodio 4x01 (2006)
- CSI: Miami - serie TV, episodio 5x10 (2006)
- Bones - serie TV, episodio 2x10 (2006)
- I signori del rum (Cane) - serie TV, 9 episodi (2007)
- The Riches - serie TV, 5 episodi (2007-2008)
- Austin Golden Hour, regia di Sanford Bookstaver (2008) - episodio pilota scartato
- 90210 - serie TV, episodi 1x08-1x09-1x11 (2008)
- CSI: Scena del crimine (CSI: Crime Scene Investigation) - serie TV, episodio 9x16 (2009)
- The Mentalist - serie TV, episodio 1x19 (2009)
- CSI: NY - serie TV, episodio 5x20 (2009)
- L'amore trova casa (Love Finds a Home), regia di David S. Cass Sr. - film TV (2009)
- The Vampire Diaries – serie TV, 94 episodi (2009-2017)
- The Originals - serie TV, episodi 1x06-1x07-1x08 (2013)
- Kingmakers, regia di James Strong (2015) - episodio pilota scartato
- Timberwood, regia di Blake McWilliam (2018) - episodio pilota scartato
- Roswell, New Mexico - serie TV, 41 episodi (2019-2022)

## Riconoscimenti
- 2011 – Teen Choice Awards
  - Miglior scene stealer televisivo maschile (The Vampire Diaries)
- 2012 – Teen Choice Awards
  - Miglior scene stealer televisivo maschile (The Vampire Diaries)
- 2012 – Fright Night Awards
  - Nomination Fright Night Favourite Movie or TV Werewolf (The Vampire Diaries)
- 2014 – Teen Choice Awards
  - Nomination Miglior scene stealer televisivo maschile (The Vampire Diaries)

## Doppiatori italiani
Nelle versioni in italiano delle opere in cui ha recitato, Michael Trevino è stato doppiato da:
- Marco Vivio in I signori del rum, 90210, The Vampire Diaries, The Originals, Roswell, New Mexico
- Andrea Mete in CSI: Miami, Cold Case - Delitti irrisolti
- Alessio Nissolino in The Factory - Lotta contro il tempo
- Fabrizio De Flaviis in CSI: Scena del crimine
- Gabriele Patriarca in Senza traccia
- Gabriele Lopez in CSI: NY
- Marco Baroni in The Mentalist